# 더 포레스트 (비디오 게임)
《더 포레스트》(The Forest)는 엔드나이트 게임스가 개발하고 배급한 생존 게임이다. 이 게임은 숲이 많이 우거진, 멀리 떨어진 반도가 배경이며, 플레이어 캐릭터 Eric Leblanc과 그의 아들 티미(Timmy)는 비행기 충돌의 생존자이다. 게임은 1인칭 관점에서 플레이되는 오픈 월드 환경의 비선형 게임플레이를 표출하며 미션이나 퀘스트가 설정되어 있지 않고 플레이어에게 생존을 위해 자신만의 결정을 내릴 수 있게 권한을 준다. 3년에 걸친 얼리 액세스 베타 기간 이후 이 게임은 2018년 4월 마이크로소프트 윈도우용으로, 2018년 11월 플레이스테이션 4용으로 출시되었다. 이 게임은 상업적인 성공을 거두었으며 2018년 말 기준 500만 본 이상 판매되었다. Sons of the Forest라는 이름의 후속 작품이 개발 중이다.

## 게임플레이
더 포레스트에서 플레이어는 Eric LeBlanc을 통제하며 비행기 충돌 이후 자신의 아들 티미를 찾기 위해 숲이 우거진 반도에서 생존하여야 한다. 플레이어는 피난처, 무기, 다른 생존 도구들을 만듦으로써 생존해야 한다.

## 평가
이 게임은 얼리 액세스 기간 중 긍정적인 평가를 받았다. 2018년 11월 기준으로 이 게임의 판매량은 윈도우의 경우 5,300,000부 이상이었다. 게임의 성공은 후속 타이틀 Sons of the Forest를 탄생시켰다. (현재 개발 진행 중)